# Закон о верској заједници Јевреја у Краљевини Југославији
Закон о верској заједници Јевреја у Краљевини Југославији је законски акт донет 14. децембра 1929. године, путем краљевог указа од стране краља Александра I Карађорђевића, а ступио је на снагу 24. децембра 1929. године.

## Позадина
Почевши од 6. јануара 1929. године, сва власт у Краљевини Срба, Хрвата и Словенаца нашла се у рукама краља Александра I Карађорђевића, који је тог дана распустио Народну скупштину и ставио ван снаге Видовдански устав. Услед тога, сви законски акти доношени су искључиво краљевим указом.

## Доношење закона
Закон о верској заједници Јевреја у Краљевини Југославији је донет 14. децембра 1929. године, путем краљевог указа од стране краља Александра I Карађорђевића, а у време прве владе дивизијског генерала Петра Живковића, који је уједно био министар унутрашњих послова и почасни ађутант Његовог величанства краља. Закон је премапотписао и на њега ставио државни печат министар правде др Милан Сршкић. Ступио је на снагу 24. децембра 1929. године, када је објављен у Службеним новинама Краљевине Југославије.
Овај закон је био први из сета закона којима су уређени положаји цркава и верских заједница у Краљевини Југославији. Тако су наредне 1930. године, краљевим указом донети:
1. Закон о избору патријарха Српске православне цркве;
2. Закон о избору Реис-ул-Улеме, чланова Улема-меџлиса и муфтија Исламске верске заједнице Краљевине Југославије;
3. Закон о Исламској верској заједници и о принадлежностима верских службеника те заједнице;
4. Закон о евангелистичко-хришћанским црквама и реформској хришћанској цркви у Краљевини Југославији;
5. Устав Немачке евангелистичко-хришћанске цркве аугсбуршког вероисповедања у Краљевини Југославији.

## Законске одредбе

### Савез и Удружење
Закон је одредио да Верску заједницу Јевреја у Краљевини Југославији сачињавају сви припадници: "јеврејске вероисповести који живе у Краљевини Југославији" и гарантована им је пуна слобода јавног исповедања вере. Утврђено је да се заједница организује о вероисповедне општине које образују Савез јеврејских вероисповедних општина, док су ортодоксни Јевреји имали могућност да се удруже у Удружење ортодоксних јеврејских вероисповедних општина.

### Имовинска права и пореске олакшице
Савез и Удружење су имали статус правног лица и тако им је гарантовано стицање и располагање имовинским правима. Држава је законом преузела обавезу да стално учествује у пружању материјалне помоћи Савезу и Удружењу. Сакрални објекти попут синагога, верско-просветне и добротворне установе, општински домови у одређеним случајевима, станови духовника и јеврејски културноисторијски споменици су били изузети од пореза.
Службена преписка Савеза и Удружења, рабинских надлештава и врховног рабината била је ослобођена плаћања поштарине и телефонске таксе.
Постојала је и законска обавеза Јевреја оба пола да плаћају све врсте верских приноса и дажбина којима су се покривале потребе њихове вероисповедне општине.

### Врховни рабин
Највиши духовни поглавар Јевреја у Краљевини Југославији је био Врховни рабин, чије се седиште налазило у Београду. Његов избор се вршио на следећи начин: најпре би заједнички Главни одбор Савеза јеврејских вероисповедних општина и Удружења ортодоксних јеврејских вероисповедних општина, заједно са представницима вероисповедних општина из Београда, Загреба, Скопља, Сарајева, Новог Сада, Суботице и Осијека, уз све рабине, изабрао тројицу кандидата и тај предлог упутио министру правде. Потом, министар правде би између тројице предложених кандидата изабрао једног и предложио га краљу, који га потом својим указом именује за Врховног рабина.
Врховни рабин је обављао функцију председника оба Рабинска синода. Утврђено је право врховног рабина на државну пензију у рангу I групе I категорије.

### Рабини
Рабини и други духовници били су ослобођени вршења оних јавних служби у позива који су биле у супротности са јеврејским учењима.

### Верска настава и теолошке школе
Закон је утврдио да се у свим школама, државним и приватним, јеврејским ученицима мора предавати верска настава по програму који одреди министарство у сарадни са јеврејским општинама, а наставних такође мора бити од ње потврђен.
Одређено је да Савез управља Јеврејским средњим теолошким заводом, а остављена је могућност оснивања сличног завода под надлежношћу Удружења.

### Јеврејски верски празници
Закон је признао пет јеврејских верских празника и одредио колико слободних дана у том периоду могу добити Јевреји у државној и општинској служби, војници и ђаци:
1. Пасха, прва два и последња два дана;
2. Шевуос - два дана;
3. Рош хашана (Нова година) - два дана;
4. Јом кипур - један и по дан;
5. Сукот - прва два и последња два дана.[15]